# Hipótese de Trivers-Willard
Na biologia evolutiva e na psicologia evolutiva, a hipótese Trivers-Willard,  formalmente proposta por Robert Trivers e Dan Willard em 1973, sugere que as fêmeas de mamíferos ajustam a proporção sexual da prole em resposta à condição materna, de modo a maximizar seu sucesso reprodutivo (Aptidão). Por exemplo, pode prever maior investimento parental em machos por pais em "boas condições" e maior investimento em fêmeas por pais em "más condições" (relativamente a pais em boas condições). O raciocínio para essa previsão é o seguinte: suponha que os pais tenham informações sobre o sexo de seus filhos e possam influenciar sua sobrevivência de maneira diferenciada. Embora existam pressões de seleção para manter uma razão sexual de 50%,  a evolução favorecerá desvios locais disso se um dos sexos tiver um retorno reprodutivo provavelmente maior do que o normal.
A "condição" pode ser avaliada de várias maneiras, incluindo tamanho do corpo, cargas de parasitas ou dominância, que também foi demonstrada em macacos (Macaca sylvanus) para afetar o sexo da prole, com fêmeas dominantes dando à luz mais filhos e fêmeas não dominantes dando à luz mais filhas.  Consequentemente, as fêmeas de alto escalão dão à luz uma proporção maior de machos do que aquelas de baixo escalão.
Em seu artigo original, Trivers e Willard desconheciam um mecanismo bioquímico que poderia resultar em proporções sexuais tendenciosas. Uma possível explicação é que um alto nível de glicose circulante na corrente sanguínea da mãe favorece a sobrevivência de blastocistos masculinos.  Esta conclusão é baseada nas taxas de sobrevivência masculinas distorcidas observadas (para estágios expandidos de blastocisto) quando blastocistos bovinos foram expostos a níveis elevados de glicose. Como os níveis de glicose no sangue estão altamente correlacionados com o acesso a alimentos de alta qualidade,  eles podem servir como um substituto para a condição materna.

## Em humanos
A hipótese de Trivers-Willard foi aplicada às diferenças de recursos entre os indivíduos em uma sociedade, bem como às diferenças de recursos entre as sociedades. Investigações em humanos apresentam uma série de dificuldades práticas e metodológicas,  mas enquanto uma revisão de pesquisas anteriores de 2007 descobriu que as evidências empíricas para a hipótese eram mistas, o autor observou que ela recebeu maior apoio de estudos mais bem elaborados. Um exemplo citado foi uma análise de 1997 dos Ciganos da Hungria - um grupo de baixo status com preferência por mulheres, que "tinham uma proporção de sexo com viés feminino no nascimento, eram mais propensos a abortar uma criança depois de ter uma ou mais filhas, amamentaram suas filhas por mais tempo e mandaram suas filhas para a escola por mais tempo". 